# Sisu RA-140 DS
Sisu RA-140 DS oder Raisu ist ein seit 1994 eingeführtes Minenräumfahrzeug des finnischen Fahrzeugherstellers Sisu-Auto und später Patria Vehicles. Bis 2001 wurden 41 Stück produziert.

## Planung
Die Planung eines neuen Minenräumfahrzeugs begann im Jahr 1986 und der erste Prototyp wurde im Jahr 1990 gebaut. Die Grundstruktur basierte auf dem SA-110-Prototyp, wurde aber entsprechend ihrem Zweck angepasst. Die Technik des Pasi wurde bei der Entwicklung der gepanzerten Kabine eingesetzt.
In der Regel haben Sisu-Militärfahrzeuge einen Spitznamen zusätzlich zu der offiziellen Modellbezeichnung. Das Fahrzeug erhielt  Spitznamen Misu, was so viel bedeutet wie „Kätzchen“ oder „Miezekatze“. Es wurde aus Miina-Sisu („Mine-Sisu“) abgeleitet und bereits in einigen Dokumenten veröffentlicht. Die technischen Abteilung änderte jedoch den Namen zu Raisu, von Raivaus-Sisu („Räumung-Sisu“), was so viel bedeutet wie „stürmisch“.

## Produktion
Produziert wurde der RA-140 DS in Hämeenlinna; er war das letzte Fahrzeug der Marke Sisu, das dort entwickelt wurde.
Vier Fahrzeuge wurden für das Dänische Heer in den Jahren 1996 bis 1997 produziert, die anderen Fahrzeuge wurden an verschiedene Brigaden des Finnischen Heeres übergeben.

## Betrieb und Eigenschaften
Der RA-140 DS wird zum Zerstören von Minenfeldern eingesetzt, die sowohl an der Oberfläche, wie auch konventionell eingegraben sind. Es können Antipanzerminen mit bis zu 10 kg zur Explosion gebracht werden. So kann eine Gasse für einen Fahrzeugkonvoi geräumt werden. Der Raisu ist nicht für Kampfeinsätze entwickelt worden.
Das Minenräumungszeug enthält 82 Hämmer, die mit Ketten an einer drehenden Walze befestigt sind. Im Betrieb wird das Fahrzeug in Rückwärtsfahrt verwendet, um den besten Schutz für die Besatzung zu gewährleisten. Ein Schutzschild neben der Walze schützt die Besatzung gegen Minensplitter. Das Fahrzeug räumt einen 3,4 Meter breiten Weg frei, die Räumungstiefe kann dabei manuell oder automatisch gesteuert werden. Die maximale Geschwindigkeit im Räumbetrieb beträgt 6 km/h. Die Räumungswalze wird längs gedreht montiert auf der Ladepritsche des Fahrzeugs während des Transports gelagert.
Die maximale Steigung beträgt 60 % und das Seitengefälle 30 %. Das Fahrzeug kann Bodenunebenheiten von maximal 0,5 Meter überwinden und die Eindringtiefe beträgt 0,6 Meter. Die maximale Wattiefe beträgt 0,8 Meter. Raisus Geländegängigkeit ist gut und es kann schnell zu einem neuen Standort gefahren werden. Das ist ein wesentlicher Vorteil im Vergleich zu konventionellen, schwereren Minenräumpanzern.

## Technische Daten
Das Fahrzeug wird von einem luftgekühlten Sechszylinder Deutz BF 6L 913 C Turbodieselmotor angetrieben. Das Getriebe ist ein Viergang-Automatikgetriebe von Renk vom Typ Doromat 874 AM/PTO. Die Portalvorderachse ist mit Schraubenfedern gefedert und beide Achsen sind angetrieben und mit sperrbarem Differential ausgestattet. Die Vorderachse ist mit Scheibenbremsen, die Hinterachse mit Trommelbremsen ausgestattet.
Im Betrieb wird das Fahrzeug durch hydraulische Kraftübertragung angetrieben, die ebenfalls die Walze antreibt. Das Anheben oder Absenken des Panzerstahldeflektorschildes zwischen der Walze und dem Fahrzeug erfolgt ebenfalls hydraulisch. Die Walzen Drehzahl kann stufenlos zwischen 0 und 500 min−1 eingestellt werden. Die gepanzerte Kabine enthält Sitze für den Fahrer und den Kommandanten und ist mit ABC-Schutz ausgestattet. Konstruiert ist sie für Explosionen von bis zu 10 kg unter dem Fahrzeug. Die Panzerung schützt gegen Kugeln bis zum Kaliber 7,62. Ein 2061 VHF Funk ist für die Kommunikation vorhanden. Die Räder sind minen- und kugelsicher. Es gibt eine Option zur Montage eines 12,7-Kaliber Maschinengewehrs. Eine Winde ist serienmäßig montiert.

## Betriebsgeschichte
Die vier Fahrzeuge der Dänischen Streitkräfte wurden im ehemaligen Jugoslawien eingesetzt. Die Fahrzeuge hatten schwerwiegende Probleme im Einsatz und damit für die dänischen Streitkräfte, die daraufhin ihre weiteren Minenräumfahrzeugaufträge mit ihren Hydrema 910 MCV ausführten.
Finnland hat die Raisus in UN-Missionen eingesetzt.